# Рольдан Ибаньес, Луис
Луи́с Рольда́н Иба́ньес (исп. Luis Roldán Ibáñez; 22 августа 1943, Сарагоса, Арагон — 24 марта 2022, Сарагоса, Арагон) — испанский государственный деятель, бывший глава Гражданской гвардии Испании, ушёл в отставку в конце 1993 года.
Образование получил в Национальном университете дистанционного образования на социологическом факультете. Член Социалистической партии Испании с 1976 года. В период с 29 декабря 1982 по 31 октября 1986 года являлся представителем правительства Испании в автономном сообществе Наварра. После этого был назначен главой Гражданской гвардии. Стал первым гражданским главой этой структуры. Внёс немало изменений в структуру организации, одним из достижений была ликвидация главарей ЭТА в городке Бидар.
В 1993 году в газете Diario 16 были опубликованы разоблачительные материалы, которые стали причиной судебного разбирательства и увольнения с поста директора Гражданской гвардии в декабре 1993 года.

## Суд
Стал одним из участников громкого дела о коррупции. 29 апреля 1994 года бежал из Испании, но в 1995 году задержан в аэропорту Бангкока и передан испанским властям. В результате судебного процесса, длившегося 2 года (с 1996 по 1998), был приговорён к 28 годам тюремного заключения. Позднее срок был увеличен до 31 года.
Упоминается в песне Chupones популярной ска группы Ska-P.